# زیردریایی لافوله
زیردریایی لافوله (به انگلیسی: Italian submarine Lafolè) یک زیردریایی بود که طول آن ۶۰٫۲۸ متر (۱۹۷ فوت ۹ اینچ) بود. این زیردریایی در سال ۱۹۳۸ ساخته شد.